# Delia uniseriata
Delia uniseriata är en tvåvingeart som först beskrevs av Stein 1914.  Delia uniseriata ingår i släktet Delia och familjen blomsterflugor. Arten har ej påträffats i Sverige. Inga underarter finns listade i Catalogue of Life.